# Monteagudo, Bolivia

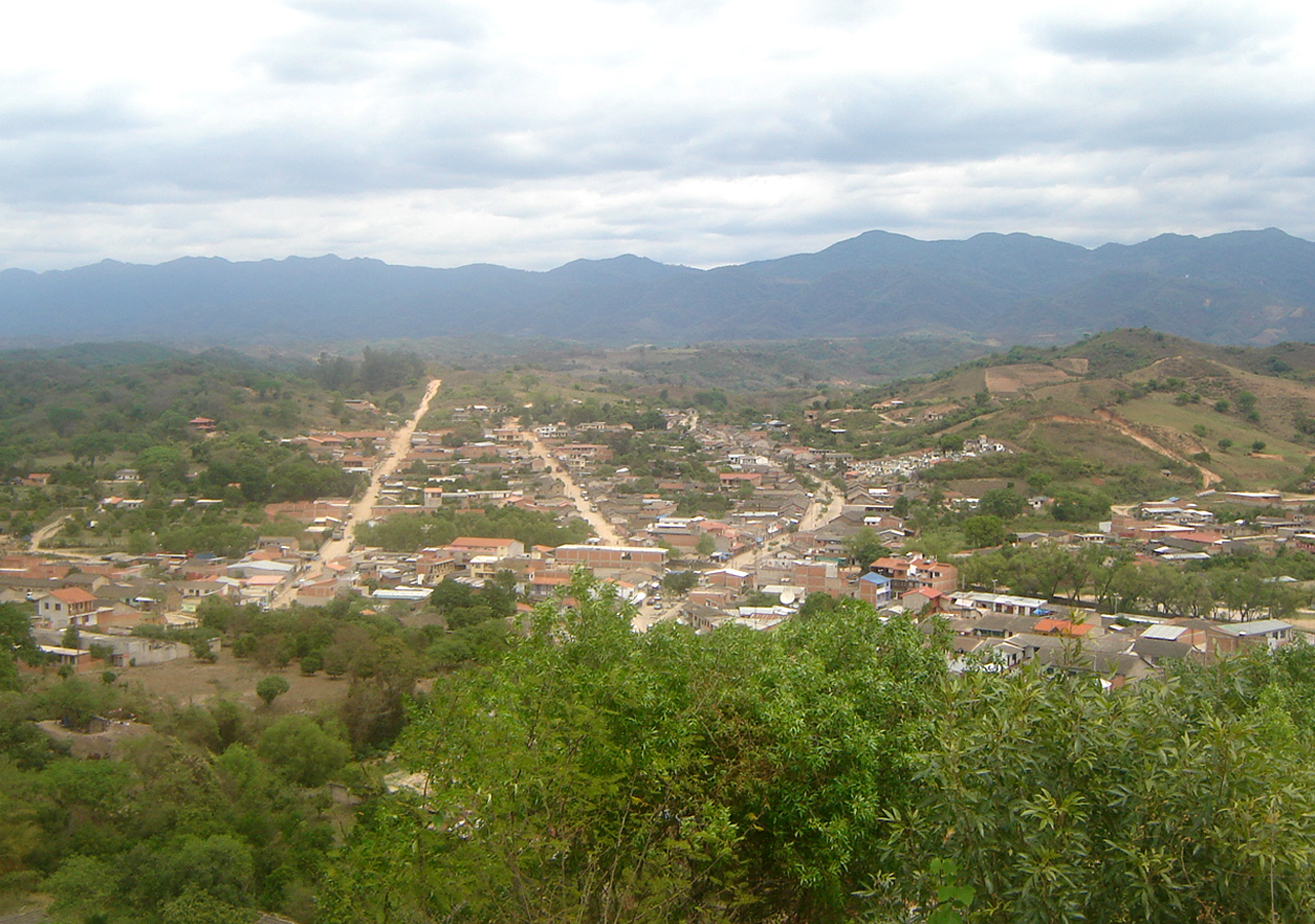
Monteagudo

Monteagudo är huvudstaden i den bolivianska provinsen Hernando Siles i departementet Chuquisaca.